# Festival Olímpico Australiano da Juventude
O Festival Olímpico da Juventude Australiano (AYOF) é um evento multi-desportivo internacional organizado pelo Comité Olímpico Australiano. É realizado de 2 em 2 anos desde o primeiro ano, bem sucedido, 2001.

## Competições
- 2001
- 2003
- 2005
- 2007

## AYOF 2007
A edição de 2007 do Festival Olímpico da Juventude Australiano realizou-se entre 17 e 21 de Janeiro de 2007.

## Países participantes
Dos 23 países convidados, 20 deles participaram nos jogos. Foram os seguintes:
- Alemanha
- África do Sul
- Austrália
- Canadá
- China
- Coreia
- Estados Unidos da América
- Fiji
- França
- Grã-Bretanha
- Hong Kong
- Hungria
- Japão
- Malásia
- Nova Caledónia
- Nova Zelândia
- Oceânia
- Singapura
- Taipei
- Uzbequistão

## Eventos
Em 2007, o AYOF contou com os seguintes 16 desportos:
- Atletismo
- Badminton
- Canoagem/Kyak
- Ciclismo
- Futebol
- Ginástica
- Hóquei
- Pista Curta
- Remo
- Natação
- Saltos ornamentais
- Skate Figuras
- Tênis de mesa
- Taekwondo
- Tiro
- Vela

## A cerimônia de abertura
A cerimónia do AYOF 2007 teve lugar a 17 de Janeiro de 2007 no Sydney Entertainment Centre. Decorreu entre as 18h30 e 20h30 locais.
A cerimónia de abertura foi executada por todos os estudantes do ensino básico e do ensino secundário das escolas governamentais de NSW. Os cantores e instrumentais foram escolhidossen através de actuações no evento "Schools Spectacular 2006".